# Trenggalek (Regierungsbezirk)
Trenggalek ist ein indonesischer Regierungsbezirk (Kabupaten) in der Provinz Jawa Timur, im Südosten der Insel Java. Ende 2021 leben hier knapp 750.000 Menschen. Die Hauptstadt befindet sich in der Stadt Trenggalek.

## Geographie
Trenggalek ist eine Regentschaft, an der Südküste der Insel Java gelegen mit folgenden geografischen Grenzen:
- im Nordwesten: Ponorogo
- im Südwesten: Pacitan
- im Osten: Tulungagung
- im Süden: Indischer Ozean
- im Norden: Berg Wilis

## Verwaltungsgliederung
Administrativ unterteilt sich Trenggalek in 14 Distrikte (Kecamatan).

Die Grenzen der Kecamatan des Kabupaten Trenggalek

### Administrative Gliederung
| Code 1   | Kecamatan Distrikt | Ibu Kota Verwaltungssitz | Fläche (km²) | Einwohner 2010 2 | Volkszählung 2020 | Volkszählung 2020 | Volkszählung 2020 | Anzahl der Dörfer 6 | Postleitzahl (Kodepos) |
| Code 1   | Kecamatan Distrikt | Ibu Kota Verwaltungssitz | Fläche (km²) | Einwohner 2010 2 | Einwohner 3       | 0Dichte 40        | Sex Ratio 5       |                     |                        |
| -------- | ------------------ | ------------------------ | ------------ | ---------------- | ----------------- | ----------------- | ----------------- | ------------------- | ---------------------- |
| 35.03.01 | Panggul            | Wonocoyo                 | 131,56       | 69.325           | 78.344            | 595,5             | 101,3             | 17                  | 66364                  |
| 35.03.02 | Munjungan          | Munjungan                | 154,80       | 46.916           | 52.908            | 341,8             | 103,1             | 11                  | 66365                  |
| 35.03.03 | Pule               | Pule                     | 118,12       | 50.908           | 55.822            | 472,6             | 101,9             | 10                  | 66362                  |
| 35.03.04 | Dongko             | Dongko                   | 141,20       | 59.248           | 65.505            | 463,9             | 103,1             | 10                  | 66363                  |
| 35.03.05 | Tugu               | Gondang                  | 74,72        | 45.764           | 47.829            | 640,1             | 97,2              | 15                  | 66352                  |
| 35.03.06 | Karangan           | Karangan                 | 50,92        | 45.432           | 49.930            | 980,6             | 99,2              | 12                  | 66361                  |
| 35.03.07 | Kampak             | Bendoagung               | 79,00        | 35.743           | 37.201            | 470,9             | 101,6             | 7                   | 66373                  |
| 35.03.08 | Watulimo           | Prigi                    | 154,44       | 62.625           | 70.002            | 453,3             | 103,3             | 12                  | 66382                  |
| 35.03.09 | Bendungan000       | Dompyong                 | 90,84        | 25.280           | 27.136            | 298,7             | 100,6             | 8                   | 66351                  |
| 35.03.10 | Gandusari          | Gandusari                | 54,96        | 49.082           | 52.560            | 956,3             | 99,9              | 11                  | 66372                  |
| 35.03.11 | Trenggalek         | Ngantru                  | 61,16        | 62.606           | 64.306            | 1.051,4           | 98,8              | 13¡                 | 66311 -66319           |
| 35.03.12 | Pogalan            | Ngadirenggo              | 41,80        | 47.951           | 52.234            | 1.249,6           | 101,0             | 10                  | 66371                  |
| 35.03.13 | Durenan            | Kendalrejo               | 57,16        | 48.985           | 51.320            | 897,8             | 100,9             | 14                  | 66381                  |
| 35.03.14 | Suruh              | Suruh                    | 50,72        | 24.546           | 26.028            | 513,2             | 100,7             | 7                   | 66360                  |
| 35.03    | Kab. Trenggalek    | Kab. Trenggalek          | 1.261,40     | 674.411          | 731.125           | 579,6             | 101,0             | 157                 |                        |
¡ Von den 13 Dörfern im Kecamatan Trenggalek sind 5 Kelurahan (städtisch) und 8 Desa (ländlich)

## Demographie
Ende 2021 lebten in Trenggalek 746.734 Menschen, davon 375.816 Frauen und 371.379 Männer. Die Bevölkerungsdichte beträgt 598,1 Personen pro Quadratkilometer. 99,73 Prozent der Einwohner sind Muslime. 0,20 % sind Protestanten und 0,06 % Katholiken. Der Anteil verheirateter Personen ist ziemlich hoch (56,63 %), ledig sind 35,57 Prozent, geschieden sind 2,05 % und 5,74 % sind verwitwet.